# Marcus Rashford
Marcus Rashford, MBE (* 31. Oktober 1997 in Manchester) ist ein englischer Fußballspieler. Der Stürmer steht bei Manchester United unter Vertrag, ist aber zurzeit an den FC Barcelona verliehen. Außerhalb der Fußballwelt wurde er bekannt für sein soziales Engagement für bedürftige Kinder in Großbritannien.

## Karriere

### Vereine
Rashford, dessen Wurzeln in St. Kitts und Nevis liegen, wurde in Manchester geboren und wuchs im Stadtteil Wythenshawe in ärmlichen Verhältnissen auf. Im Alter von neun Jahren wechselte er vom Fletcher Moss Rangers FC in die Jugendabteilung von Manchester United. Zur Saison 2015/16 rückte Rashford in den Kader der ersten Mannschaft auf. Sein Debüt gab er am 25. Februar 2016 im Sechzehntelfinale der Europa League gegen den FC Midtjylland. Beim 5:1-Heimsieg erzielte er zwei Tore und wurde mit seinen 18 Jahren nach Václav Černý zum zweitjüngsten Europa-League-Torschützen. Drei Tage später wurde er bei einem 3:2-Sieg im Heimspiel gegen den FC Arsenal erstmals in der Premier League eingesetzt und konnte dabei erneut zwei Tore erzielen. Am 12. September 2017 folgte sein Debüt in der Champions League, bei dem Rashford in der 77. Minute eingewechselt wurde und sieben Minuten später das Tor zum 3:0-Endstand gegen den FC Basel erzielte.
Mit der Mannschaft unterlag er im Finale der UEFA Europa League 2020/21 mit 11:10 i. E. gegen den FC Villarreal.
Im Sommer 2023 verlängerte er seinen Vertrag in Manchester bis 2028. Im Februar 2025 wurde Rashford an Aston Villa verliehen.
im Juli 2025 wurde Rashford an den FC Barcelona verliehen. 

### Nationalmannschaft
Rashford kam je zweimal für die englische U-16- und U-18-Nationalmannschaft zum Einsatz. Am 27. März 2016 debütierte er bei der 1:2-Niederlage gegen Kanada in der U-20-Nationalmannschaft. Am 27. Mai 2016 debütierte er für die englische A-Nationalmannschaft. Bei dem 2:1-Sieg Englands gegen Australien erzielte er in der dritten Minute das Tor zur 1:0-Führung und wurde damit zum jüngsten Spieler in der Geschichte Englands, der bei seinem Debüt traf. Bei der Europameisterschaft 2016 in Frankreich wurde er in das englische Aufgebot aufgenommen. Er war der jüngste aller EM-Spieler und kam zweimal als Einwechselspieler zum Einsatz, einmal davon in den Schlussminuten des Achtelfinalspiels gegen Island, das mit 1:2 verloren wurde.
Im Jahr 2021 wurde er in den englischen Kader für die Fußball-Europameisterschaft berufen, der das Finale gegen Italien im Elfmeterschießen im heimischen Wembley-Stadion verlor. Rashford gehörte, gemeinsam mit Bukayo Saka und Jadon Sancho, zu den erfolglosen Elfmeterschützen auf Seiten Englands. Einige Kritiker warfen Trainer Gareth Southgate im Nachhinein taktische Fehler vor, da er im Elfmeterschießen vermehrt auf den Einsatz junger, wenig erfahrener Einwechselspieler gesetzt hatte. Sowohl Rashford als auch Sancho hatten im Verlauf des Turniers unter Southgate bis zu ihren Einwechslungen zum Ende der finalen Nachspielzeit kaum eine Rolle gespielt. Der Trainer nahm die Kritik an und stellte sich schützend vor die genannten Spieler.
Im Jahr 2022 wurde Rashford in den englischen Kader für die Fußball-WM in Katar berufen.

## Soziales Engagement
Im Oktober 2019 rief Rashford zusammen mit Selfridges die Kampagne „In the Box“ ins Leben, um Obdachlosen in der Weihnachtszeit lebenswichtige Dinge zukommen zu lassen, etwas, das er schon als Jugendlicher beim Training mit United machen wollte. Er und seine Mutter besuchten Obdachlosenheime, um die Boxen persönlich zu verteilen, und schickten einige davon auch an ein Kinderheim im Heimatland seiner Großmutter, St. Kitts und Nevis. Berichten zufolge war er frustriert über die geringe Reichweite der Kampagne.
Im März 2020, während des Lockdowns des Vereinigten Königreichs als Reaktion auf die COVID-19-Pandemie, schloss sich Rashford mit der Wohltätigkeitsorganisation FareShare zusammen, um Mahlzeiten an diejenigen im Großraum Manchester zu liefern, die keine kostenlosen Schulmahlzeiten mehr erhielten, sowie an Kinder, die Gemeindezentren und Schulfrühstücksclubs besuchten. Rashford wandte sich zunächst an FareShare, um eine „beträchtliche“ Spende zu leisten, aber nach einem Gespräch mit der Geschäftsführerin Lindsay Boswell beschloss er, seine volle Unterstützung zu leisten. Mit dem anfänglichen Ziel, 400.000 Kinder in der Region zu unterstützen, sammelte die Initiative schnell über 20 Millionen Pfund, um landesweit Kinder mit Lebensmitteln zu versorgen. Am 11. Juni gab Rashford bekannt, dass die Wohltätigkeitsorganisation landesweit drei Millionen Mahlzeiten bereitstellen konnte, eine Zahl, die im folgenden Monat auf vier Millionen anstieg.
Im Juni 2020, während der COVID-19-Pandemie im Vereinigten Königreich, setzte sich Rashford in einem Brief an alle Abgeordneten und in einer Petition, die eine halbe Million Menschen unterschrieb, dafür ein, dass die Essensversorgung für bedürftige Kinder auch während der Schulferien fortgesetzt wurde. Die britische Regierung unter Boris Johnson verlängerte schließlich im Herbst, auch auf zusätzlichen medialen Druck der Öffentlichkeit hin, die über die Sommerferien angebotenen Essensgutscheine bis in das Jahr 2021 hinein. Das Hilfsprogramm im Wert von 170 Millionen Pfund (etwa 189 Mio. Euro) kommt etwa 1,7 Millionen Minderjährigen zugute.
Für dieses Engagement erhielt er im Juli 2020 als bisher jüngster Empfänger mit nur 22 Jahren die Ehrendoktorwürde der Universität von Manchester. Im Oktober 2020 wurde Rashford von Königin Elisabeth II. zum Member des Order of the British Empire ernannt.

## Schriftstellerische Tätigkeit
Rashford veröffentlicht sowohl Sachbücher als auch literarische Werke, vor allem für Kinder. In seinen gemeinsam mit Alex Falase-Koya geschriebenen Büchern für junge Leser, die unter dem Serientitel The Breakfast Club Adventures bei Macmillan erschienen sind, thematisiert er aus eigener Erfahrung schöpfend die Erfahrungen und Schwierigkeiten von Kindern und Jugendlichen aus weniger privilegierten Schichten der Gesellschaft.

## Titel
International
- Europa-League-Sieger: 2017

England
- Pokalsieger (2): 2016, 2024
- Ligapokalsieger (2): 2017, 2023
- Supercupsieger: 2016

Persönliche Auszeichnungen
- Torschützenkönig der Europa League: 2023
- Englands Fußballer des Jahres (Fanwahl der PFA): 2023